# Louise Carrier
Louise Carrier (1925 - 26 de dezembro de 1976) foi uma artista canadiana.
O seu trabalho encontra-se incluído nas colecções do Musée national des beaux-arts du Québec e da Galeria Nacional do Canadá.